# Famille Barbeu
 (juillet 2025).
Motif : Absence de sources centrées et de personnalités
- Archive Wikiwix
- Bing
- Cairn
- DuckDuckGo
- E. Universalis
- Gallica
- Google
- G. Books
- G. News
- G. Scholar
- Persée
- Qwant
- (zh) Baidu
- (ru) Yandex
- (wd) trouver des œuvres sur Wikidata

| 1. | Préciser le motif de la pose du bandeau. | Précisez le motif de la pose du bandeau en utilisant la syntaxe suivante : {{admissibilité à vérifier\|date=juillet 2025\|motif=remplacez ce texte par le motif}}                   |
| 2. | Informer les utilisateurs concernés.     | Pensez à avertir le créateur de l'article, par exemple, en insérant le code ci-dessous sur sa page de discussion : {{subst:avertissement admissibilité à vérifier\|Famille Barbeu}} |

La famille Barbeu, est l'une des riches et notables familles de la Mayenne et de la Sarthe. 

## Armes
Les armes de la famille  Barbeu du Bourg sont très variées : d'après M. de Maude, François Barbeu, sieur du Bourg, oncle de Jacques Barbeu du Bourg, portait : de gueules, à une croix ancrée d^argent.. Georges Claude Barbeu du Bourg, de la branche mancelle, portait : d'azur à trois coqs d'argent séparés par une pointe d'or posée en fasce. 

## Histoire

### La Mayenne
Dans la Mayenne, la famille Barbeu se divise en nombreuses branches:
- les Barbeu du Bourg,
- les Barbeu du Boulay,
- les Barbeu du Tertre,
- les Barbeu de la Chevalerie (en Marcillé),
- les Barbeu de la Couperie en partie à Laval ; elle a donné à la ville de Mayenne et à l'abbaye de Fontaine-Daniel de nombreux magistrats. On en retrouve les noms dans le Dictionnaire de la Mayenne de l'abbé Angot, l' Histoire des Seigneurs de Mayenne par Guyard de la Fosse, l' Histoire de l'abbaye de Fontaine-Daniel de Grosse-Duperon et Gouvrion, l' Essai sur l'Armorial de l'ancien diocèse du Mans par M. de Maude, l'ancien Hôtel-Dieu de Mayenne et les Souvenirs du Vieux-Mayenne de Grosse-Duperon.

On trouve au XVIIe siècle deux frères Barbeu : le premier, Michel  Barbeu du Tertre, avocat, époux (28 octobre 1649) d'Anne Lespinay, et souche des Barbeu du Tertre ; le second, Mathurin Barbeu, sieur du Bourg, avocat au parlement, licencié en droit, mort en 1682, époux de Jacquine Triguel. 
De ce mariage naquirent : 
- 1. François, baptisé le 26 avril 1657;
- 2. Michel, baptisé le 6 septembre 1655[2], mort le 17 novembre 1706 ;
- 3. Claude Barbeu du Bourg, sieur des Cheminées, baptisé le 20 janvier 1665, marchand toilier à Mayenne.

### La Sarthe
La branche mancelle des Barbeu du Bourg remonte à Georges-Claude apothicaire, échevin du Mans, né en 1696, mort au Mans paroisse Saint-Vincent, le 15 février 1761. Il épousa en décembre 1725 Marie-Magdeleine Dutertre ; il en eut deux fils : 
- 1. Georges-François, négociant à Orléans, qui épousa à Blois en 1758 Anne-Claire Daubichon ;
- 2. Vincent- Antoine, droguiste et maître apothicaire au Mans, qui épousa en juillet 1764 Renée-Marie Morin. De cette union :
  - 1. Antoine-Georges-Vincent, négociant, épousa en 1779 Agathe-Françoise GarnJer, et en secondes noces Jeanne-Marie Marlotteau ;
  - 2. Pierre-Louis ;
  - 3. Renée-Marie- Julienne qui épousa au Mans en 1773 F.-R. Cordelet, contrôleur des fermes du roi au Mans ;
- 4. Julienne, qui épousa en 1788 Pierre-Michel Barbeu du Bourg du Rocher, négociant[3].

## Membres
- Jean-François Chabrun de la Carlière, prêtre, principal du Collège de Mayenne pendant quarante ans, mort le 16 février 1767, fils de Jean Chabrun et de Renée Gournay, sœur de Simon Gournay de Fougerolles. Il est l'oncle de Jacques Barbeu du Bourg.
- Claude Barbeu se maria probablement deux fois : l° avec Renée Morin[4] ; 2° avec Françoise-Jeanne Gournay (contrat du 4 juin 1705). 
  - Renée-Louise naquit sans doute du premier lit, elle épouse le 22 novembre 1717, en l'église Saint-Martin de Mayenne. Son fils Jean Lair de la Motte est secrétaire particulier de Benjamin Franklin.
  - Jacques Barbeu du Bourg, du second lit.
- François Barbeu, sieur du Bourg, frère de Claude Barbeu, et oncle de Jacques Barbeu du Bourg, fut baptisé le 26 avril 1657. Avocat, juge général civil et criminel de l'abbaye de Fontaine-Daniel dès 1685, élu en l'élection de Mayenne et contrôleur des tailles, il épousa Jeanne Lecomte ; il en eut deux enfants : 
  - 1. François-René Barbeu du Bourg, baptisé le 5 février 1691, maître es arts de Paris, curé-doyen de Javron le 22 mars 1734, successeur de Jacques Morin le 3 avril 1734, en la cure de Saint-Martin de Mayenne, qu'il résigna[5] en 1759 ; on trouve le récit de ses démêlés avec les jansénistes mayennais et le curé de Notre-Dame dans les Souvenirs du Vieux-Mayenne et l'Ancien Hôtel-Dieu de Mayenne de Grosse-Duperon ;
  - 2. Renée Barbeu du Bourg, qui épousa, le 18 septembre 1719, Jérôme Le Frère de Maisons, écuyer.
- Claude Barbeu du Bourg, boursier au collège de Bayeux en 1715, procureur du collège du Mans à Paris en 1727, docteur en Sorbonne le 29 décembre 1728, pourvu de l'archidiaconé de Montfort[6]. Il meurt au Mans le 13 août 1739.